# CNBLUE
CNBLUE (hangul: 씨엔블루) es una banda de pop rock surcoreana formada en 2009. La banda está compuesta por Jung Yong-hwa (líder, guitarra, voz principal, rap), Kang Min-hyuk (batería), y Lee Jung-shin (bajo). El primer bajista, Kwon Kwang-jin, dejó la banda después de publicar el extended play debut japonés Now or Never en 2009, y fue reemplazado por Lee Jung-shin. Lee Jong-hyun dejó la banda en 2019. CN es la inicial de Code Name (Nombre en clave), mientras que BLUE es un retroacrónimo para burning, lovely, untouchable y emotional (ardiente, encantador, intocable, y emocional); que representan la imagen de Jong-hyun Min-hyuk, Jung-shin y Yong-hwa, respectivamente.
Debutaron oficialmente como banda Indie el 19 de agosto de 2009 en Japón con el primer miniálbum de la banda llamado Now or Never, cuyas canciones eran todas en inglés. El día anterior a su debut en Corea, la banda tuvo su primer encuentro con los fanes. El 14 de enero de 2010  debutaron con su primer miniálbum con el sencillo I'm a Loner, el cual creó un escándalo ante un supuesto plagio.
La banda de K-Rock debutó en vivo en el KBS Music Bank el 15 de enero de 2009.
El grupo viajó a América del Sur, junto con algunos de los más populares grupos de K-Pop para participar en el "Music Bank En Chile" de la KBS. Esta fue la primera vez que tocaron en América del Sur y su segunda actuación en la gira "BlueMoon World Tour". La banda tocó en Chile el 2 de noviembre de 2012 en la Quinta Vergara, Viña del Mar.

## Historia

### Debut en Japón
La primera presentación en vivo de CNBLUE tuvo lugar en Tokio, Japón, en la entrada de la Estación de Shinjuku, a principios de 2009; fue una de al menos otras 20 actuaciones de bandas en la zona. A mediados de junio de 2009, comenzaron a presentarse en las calles y en clubes. Formalmente debutaron el 19 de agosto de 2009 con el Now or Never. El miniálbum fue grabado completamente en inglés, y entró en el gráfico Oricon singles Chart. A finales de septiembre, su bajista original Kwon Kwang-jin dejó la banda y fue reemplazado por Lee Jung-shin. Su segundo extended play Voice fue lanzado en noviembre. Grabado en inglés y japonés el sencillo Voice alcanzó su punto máximo en el número 227 por dos semanas. El guitarrista Lee describió las banda independientes en el país como "difíciles, pero igual de gratificantes"

### Debut en Corea del Sur
Se reveló en enero de 2010, que CNBLUE debutarpia oficialmente en Corea del Sur con el miniálbum Bluetory el 14 de enero de 2010. También fueron anunciados los teasers que hicieron los 4 miembros. El 7 de enero, el teaser del MV fue dado a conocer en su página oficial, presentando a la banda formada por el líder Jung YongHwa, con la nueva canción de la banda 'I'M A LONER'. El teaser de Kang MinHyuk salió el 8 de enero. El 11 y 13 de enero los teasers de Lee JungShin y Lee JongHyun se publicaron respectivamente.
La canción fue un inmediato éxito comercial y la banda tuvo su primer espectáculo de música en Music Bank el 29 de enero y en Inkigayo el 31 de enero. CNBLUE celebró el récord de alcanzar el número uno en programas de música surcoreanos en el menor tiempo desde el debut, obteniendo su primer triunfo sólo 15 días después de debutar con "'I'm a loner". La banda debutó en el reality show CNBLUEtory, en Mnet el 10 de marzo.

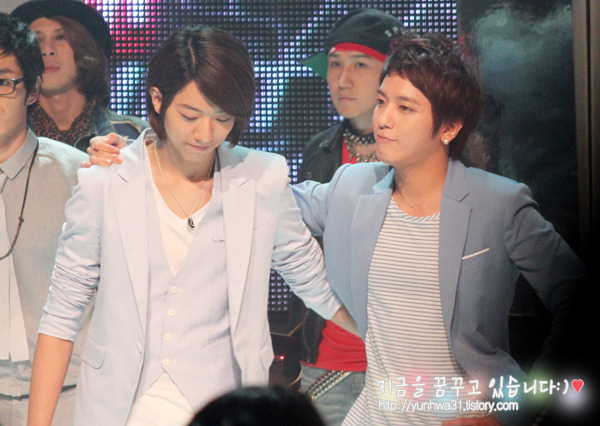
El bajista Lee y vocalista Jung, en medio de la filmación de M Countdown, 2010

### 2011: Éxito en Corea y Japón
El 9 de enero, CNBLUE lanzó su tercer sencillo japonés, "'Re-Maintenance". Su gira de promoción en Japón visitó 4 ciudades: Osaka, Fukuoka, Nagoya y Tokio.
FNC Entertainment lanzó teasers para el regreso de CNBLUE en febrero de 2011, sin embargo la fecha de lanzamiento se postergo hasta el 21 de marzo.
Con el lanzamiento de su primer álbum First Step y el sencillo "Intuition" ganaron un total de 7 espectáculo de música, con tres victorias cada uno en M! Count down y Music Bank, marcando así la primera vez que la banda obtenía la "triple corona". Su álbum también encabezó las listas de ventas físicas de álbumes en línea durante la semana. Ganaron los K-Chart una semana después de su regreso en Mnet, KBS Music Bank y una semana después en SBS Inkigayo.
Después de terminar las promociones en Corea, reaparecieron en Japón con el lanzamiento de su segundo y último álbum indie "392" el 1 de septiembre de 2011. También anunciaron que iban a redebutar en Japón bajo el sello discográfico Japón Warner. La banda lanzó su sencillo debut "In My Head" el 19 de octubre de 2011 y alcanzó el puesto 3 º en el Oricon diario gráfico y cuarto en el gráfico semanal Oricon con 70.000 + vendidos en su primera semana. En noviembre, "In My Head" ganó una acreditación de disco de oro según la RIAJ, lo que significa que el álbum vendió más de 100.000 copias en un mes de salir a la venta.
Jung Yong Hwa y Kang Min Hyuk alcanzaron popularidad por la serie Heartstrings de la cual grabaron el ost oficial y que logró fanes en todo el mundo.

### 2012- Actuación,Ear Fun yCode Name Blue

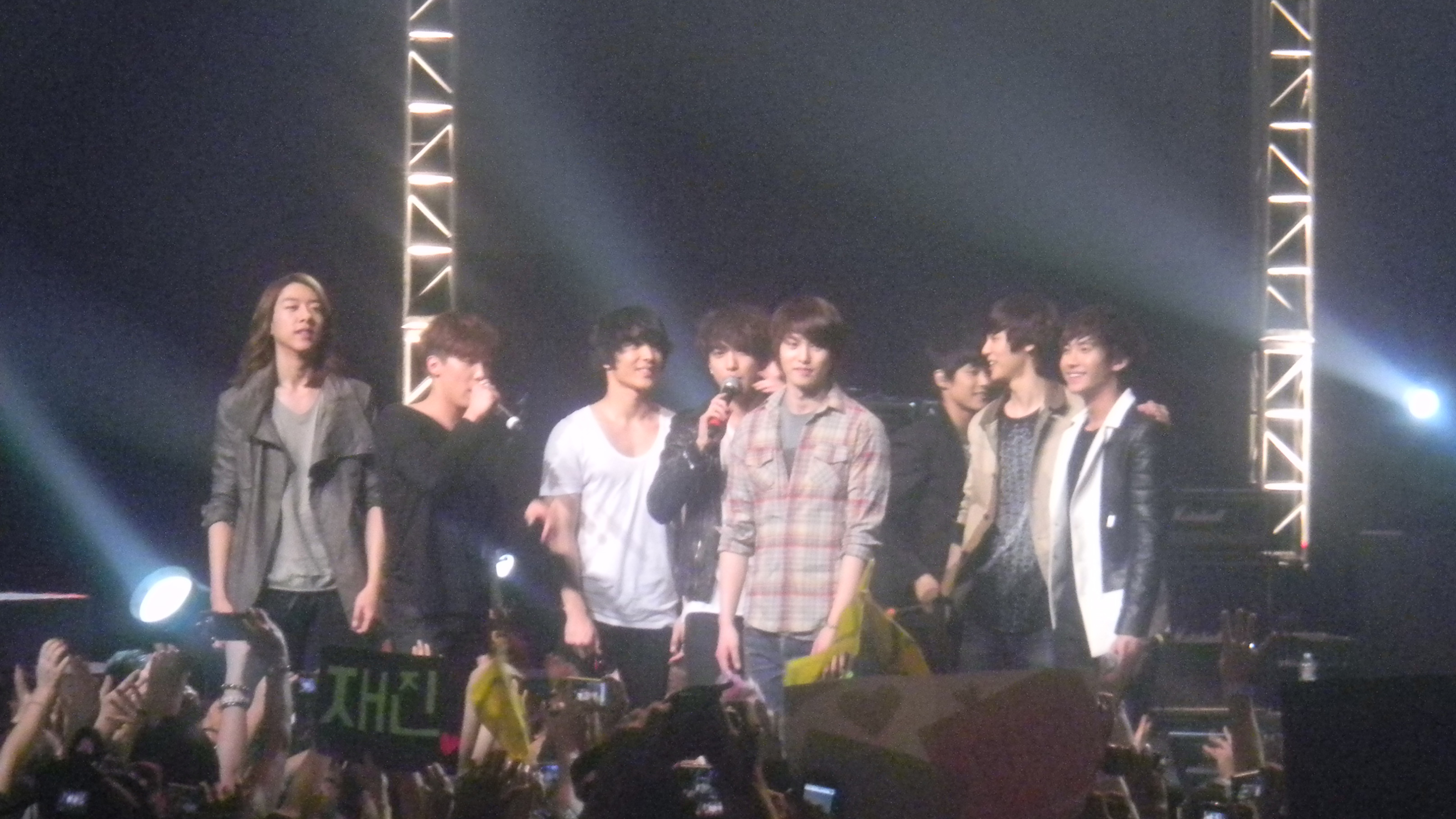
CNBLUE junto a F.T. Island durante el concierto Stand Up en el Nokia Theatre L.A. Live en 2012

La banda lanzó un nuevo sencillo en Japón el 1 de febrero , titulado " Where You Are ". El sencillo alcanzó el número 1 en el Oricon diario y el gráfico semanal , lo que los convirtió en el N º 1 de ventas en el país nipón. 
CNBLUE y sus compañeros de sello F.T. Island realizaron un concierto en Estados Unidos por primera vez en Los Ángeles el 9 de marzo.
El 26 de marzo, la banda lanzó su tercer miniálbum coreano, Ear Fun. Los sencillos del álbum, "Still in Love" (en coreano : 아직 사랑한다 ) se publicó el 16 de marzo antes de la publicación del álbum y la canción " Hey You ", ambas canciones recibieron respuestas positivas por parte del público que rápidamente se posicionaron.  "Still in Love" alcanzó el puesto N º 3 , mientras que " Hey You " alcanzó el número 1 en Corea del gráfico semanal nacional.
Después de completar sus mini promociones del álbum, los miembros continuaron con sus actividades individuales y también llevaron a cabo su primera reunión de fanáticos en Seúl el 5 de mayo .
El 22 de septiembre, se llevó a cabo su primer concierto exclusivo, CNBLUE Live en Londres en IndigO2 en Reino Unido. Se presentaron con 22 canciones en frente de más de 3000 fanes. El concierto en realizado en Seúl, Corea del Sur  el 15 y 16 de diciembre marcó el cuarto concierto de la banda en Seúl, cuyas entradas se agotaron en 10 minutos.
El 19 de diciembre lanzaron su cuarto sencillo japonés Robot que consiguió el puesto No.2 en el Oricon Diario y semanal, vendiendo 45,640 copias.
En 2012, todos los miembros recibieron reconocimiento por sus actuaciones, y CNBLUE conquistó las ceremonias de premiación de fin de año con sus nominaciones. En los KBS Drama Awards, Min hyuk y Jung-shin fueron nominados como "Actor Novato " por sus papeles en My Husband Got a Family y Seoyoung, My Daughter respectivamente. Yong-hwa fue galardonado con el premios "Hallyu Star" de los APAN Star Awards por su papel en el drama Heartstrings debido a su popularidad en Asia. En los SBS Drama Awards, Jong hyun fue galardonado con el premio "Nueva Estrella" por su papel en A Gentleman's Dignity.

### 2013: Re:Blue y Gira Mundial
Su cuarto miniálbum  "Re:Blue" salió a la venta el 14 de enero de 2013, justo 3 años después de su debut coreano con "Bluetory" junto al video musical de "I'm Sorry". Según la agencia de CNBLUE, en 13 días el pre-orden llegó a 100.000 copias, vendiendo un total de 126,000 copias. El sencillo se ubicó segundo en el Gaon Digital Chart, y fue un all-kill de las listas musicales.
La FNC Entertainment reveló que “CNBLUE realizaría su gira mundial Blue Moon World Tour 2013, asistiendo a países como China, Singapur, Hong Kong, Australia, Europa, Norteamérica y Sudamérica”, Taiwán, Singapur, Tailandia, Hong Kong, Filipinas, Malasia. Así CNBLUE se convirtió en una de las primeras bandas coreanas en hacer una gira mundial.
Los cuatro miembros de CNBLUE, asumieron roles en dramas y juntos garabaron su primera película "Never Stop"2014

### 2014:''Can't Stop''y''Wave''

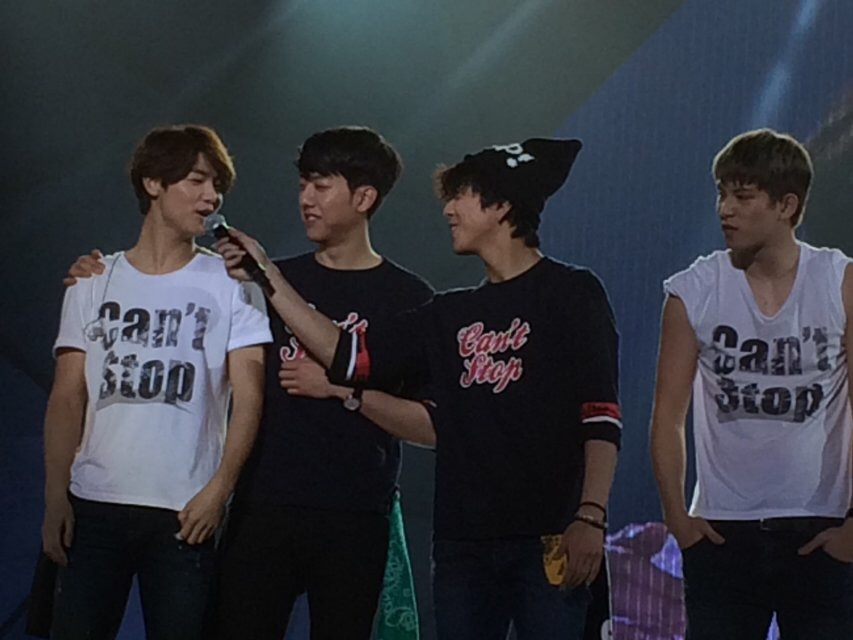
CNBLUE durinte su gira de conciertos Can't Stop en Nankín, China, 2014

El 23 de febrero de 2014, lanzaron su 5.º miniálbum, Can't Stop. El álbum debutó en el #2 del Gaón Álbum Gráfico y llegó a la cima de la tabla la siguiente semana. El primer sencillo "Can't Stop" alcanzó su punto máximo en el #3 del Gaón Digital. El 2 de marzo, la banda se presentó en el All Live Comeback Show: Can't Stop.
Después de terminar sus actividades de promoción en Corea, lanzaron una nueva sencillo japonés "Truth" el 23 de abril de 2014 e iniciaron el 2014 CNBLUE LIVE- Can’t Stop Tour, en Daegu el 24 de mayo.
"Radio" se publicó el 8 de septiembre, como descarga digital antes su tercer álbum de estudio japonés Wave publicado el 17 de septiembre, el cual en el número tres del semanario Oricon singles Chart. Al final vendió 42,080 copias en el país. La banda inició el CNBLUE 2014 Arena Tour: Wave de octubre a noviembre en Aichi, Tokio, Osaka, Miyagi, y Fukuoka.
El 4 de octubre, se presentaron en la ceremonia de clausura de los Juegos Asiáticos 2014.
El 6 de diciembre fueron el único artista coreano en participar del carnaval iQiyi All-Star 2015 en Beijing, China, donde recibieron el premio al "Mejor Grupo Asia".

### 2015: '2gether'
El 27 de agosto fue publicada en la página oficial de CNBLUE la portada del álbum completo, titulado '2gether' con su canción a promocionar 'Cinderella'. El álbum salió a la venta el 14 de septiembre.
"Cinderella" en solo dos horas tomó el primer lugar en nueve listas de música como Melon, Mnet, Olleh Músic, Bugs, Soribada, Monkey3, Naver Music, Cyworld. El álbum también se colocó el número tres en el Billboard World Albums Chart.
El 24 y 25 de octubre, celebrararon su concierto como agradecimiento “2015 CNBLUE LIVE [COME TOGETHER] IN SEOUL” en el estadio de Jamsil. Este fue su primer concierto en Seúl en un año y cuatro meses después de su concierto “2014 CNBLUE LIVE [Can't Stop]“.
CNBLUE liberó una versión china de su reciente canción a través de los principales sitios de música digital de China el 22 de septiembre. La canción también fue elegida como el tema de la próxima película coreano-china, “Bad Guys Always Die“, protagonizada por Chen Bolin y Son Ye Jin.

### 2016: 'Blueming' y ' EUPHORIA'

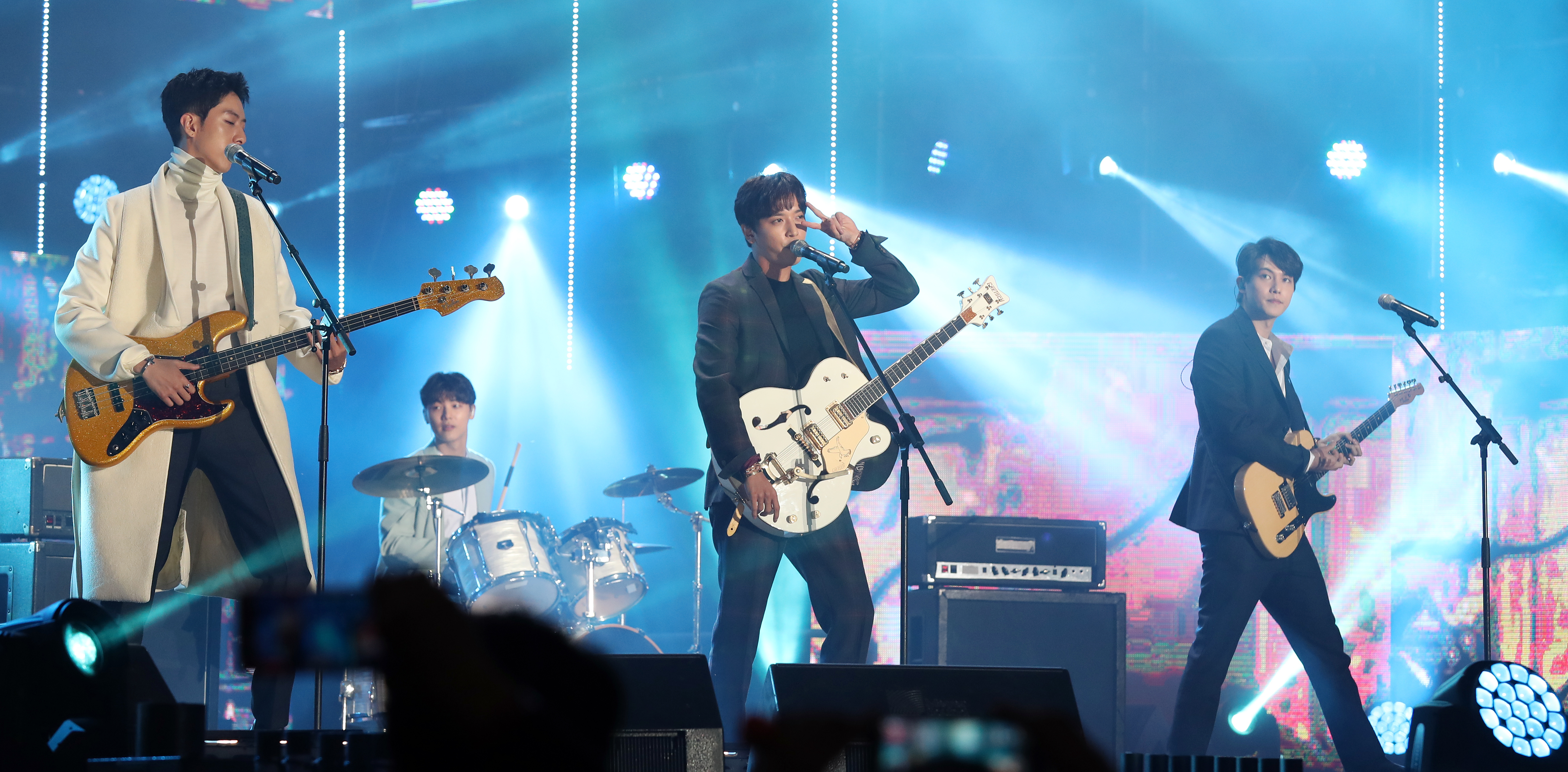
CNBLUE en el Korea Sale Festa 2016

CNBLUE liberó su sexto miniálbum 'Blueming' el 4 de abril, cuyo primer sencillo fue "You're So Fine". El grupo también liberó su décimo sencillo japonés "Puzzle" el 11 de mayo, el cual estuvo durante cuatro semanas en las listas musicales y vendió más de 30,000 copias.
Euphoria, su quinto álbum japonés, fue liberado el 19 de octubre, el cual vendió 36,074 copias.
Our Glory Days, su quinto tour de aniversario, se realizó durante el mes de noviembre con conciertos en el Makuhari Messe Event Hall en Chiba, Osaka-jō Hall en Osaka, Nippon Gaishi Hall en Aichi, Marine Messe Fukuoka arena en Fukuoka y Nippon Budokan en Tokio, presentando 22 canciones en cada concierto y con una asistencia total de 75,000 personas.

### 2017:7ºCN,Shake,Stay Gold, giras y conciertos
Casi un año después de la liberación de Blueming, lanzaron su séptimo EP, 7°CN, el 20 de marzo de 2017.
CNBLUE lanzado su 14 ° sencillo, Shake it el 10 de mayo de 2017. Debutando dentro del semanario Oricon Singles Chart como el número cinco. La banda inició entonces en CNBLUE Spring Live 2017 "Shake! Shake!" arena tour. Se realizaron dos conciertos en Tokio, Aichi y Osaka, a partir del 17 de mayo al 22 de junio.
La banda también tuvo su gira de conciertos 2017 CNBLUE Live: Between Us en seis países del 1 de julio al 9 de diciembre. El show inicial se dio entre el 3-4 de junio en Seúl.
CNBLUE posteriormente lanzó su sexto álbum de estudio japonés, Stay Gold. Debutando en el número tres el Oricon singles Chart. La banda realizó el CNBLUE 2017 Arena Tour Live "Starting Over" a partir del 3 de noviembre al 1 de diciembre.

### 2018: Fanmeetings y Servicio Militar
CNBLUE realizó una reunión de fanáticos por el 8.º aniversario [Track 8 - Just Please Hold My Hand] el 6 de enero, para celebrar su aniversario.
El 5 de marzo de 2018, Yonghwa se alistó para el servicio militar obligatorio.
Mientras que Yonghwa se unía al ejército, CNBLUE realizó su CNBLUE Oficial Fanmeeting 2018 "Boice líneas Aéreas" en Nagoya, Osaka, y Kanagawa partir del 8 de marzo hasta el 15 de marzo.
Jongh-hyun y Jungshin viajaron a Tailandia para el primer encuentro de fanáticos "2018 Lee Jong Hyun y Lee Jung Shin 'J VS J' en Bankok el 27 de mayo.
La banda también tuvo otro encuentro con aficionados el 2 de junio.
Minhyuk y Jungshin tranquilamente iniciaron su servicio militar obligatorio, el 31 de julio. Jongh-hyun también se alistó el 7 de agosto.
Lanzaron Best of CNBLUE/OUR BOOK [2011-2018] el 29 de agosto. El álbum contenía canciones de su debut en Japón en 2011. También incluye la nueva canción, Don't Say Goodbys, que fue grabada antes de que Yonghwa se uniera al ejército. El video musical de la última canción fue subido al canal oficial de la banda en Youtube el 17 de julio.
Se espera que estén de vuelta en 2020.

## Filantropía
CNBLUE realiza acciones de filantropía, tales como la donación de dinero y arroz a los más necesitados. Parte de sus ingresos anuales y los ingresos de la Gira Mundial Bluemoon han contribuido a la construcción de Escuelas CNBLUE. La primera Escuela CNBLUE fue construida en Burkina Faso, África en 2012 y con capacidad para 100 niños en edad preescolar y 1 000 estudiantes de primaria y secundaria. Las Escuelas CNBLUE ofrecerán comidas y servicios de guardería para los alumnos matriculados. En 2014, una segunda Escuela fue construida en Filipinas.
Lee Jung Shin junto Kim Seol Hyun participaron en un proyecto organizado por la Fundación LOVE FNC. Se enviarono las bolsas de arroz donadas por las Boice y Elvis (club de fanes) a las familias de la Fundación LOVE FNC en la Escuela en Kalaw y el centro de atención diario YWAM en Rangún, Myanmar en febrero de 2018. Lee y su hermano, Lee Shin Yong realizaron una exposición fotográfica de caridad en junio de 2018. Las ganancias fueron donadas para financiar un programa de becas en Myanmar.

## Miembros[75]
Jung yong hwa 
Lee jung shin
Kan min hyuk
Miembros actuales de cnblue. Después de 3 años y 8 meses , la banda surcoreana regresa con estos integrantes. 

## Discografía

### Álbumes
| Miembro       | Romanización | Fecha de Nacimiento                | Posición                |
| ------------- | ------------ | ---------------------------------- | ----------------------- |
| Jung Yong Hwa | 정용화       | 22 de junio de 1989 (36 años)      | Líder y Vocalista       |
| Kang Min Hyuk | 강민혁       | 28 de junio de 1991 (34 años)      | Baterista, vocalista    |
| Lee Jung Shin | 이정신       | 15 de septiembre de 1991 (33 años) | Bajista, rapero, maknae |

| - First Step (2011) - First Step Special Limited Edition (2011) - First Step +1(Plus One) Thank You (2011) - Korea Best Album (2014) - 2gether (2015) - Colors (2015) Miniálbumes Coreanos - Bluetory (2010) - Blue Love (2010) - EAR FUN (2012) - Re:Blue (2013) - Can't Stop (2014) | Álbumes Japoneses - Thank U (2010) - 392 (2011) - CODE NAME BLUE (2012) - What turns you on? (2013) - PRESENT 'JAPAN BEST ALBUM' (2013) - "Wave"" (2014) Miniálbumes Japoneses - Voice (2009) - Now or Never (2009) |

### Sencillos
| Sencillos Coreanos - For First-Time Lovers (2011) - Friday (2012) - Feel Good (2013) | Sencillos Japoneses - The Way (2010) - I don't know why (2010) - RE-MAINTENANCE (2011) - In My Head (2011) - Where You Are (2012) - Come On (2012) - Robot (2012) - Blind Love (2013) - Lady (2013) - Truth (2014) |

## Premios
| Año  | Galardón                               | Categoría                                     |
| ---- | -------------------------------------- | --------------------------------------------- |
| 2010 | Cyworld Digital Music Awards           | Novato del mes (enero) ("I'm a Loner")        |
| 2010 | Gaon Chart Awards                      | Premio Streaming ("I'm a Loner")              |
| 2010 | Style Icon Awards                      | Nuevo icono de estilo, Singer                 |
| 2010 | 12th Mnet Asian Music Awards           | Mejor novato masculino                        |
| 2010 | 25th Golden Disk Awards                | Digital Music Bonsang ("I’m a Loner", "Love") |
| 2010 | 2nd Melon Music Awards                 | Premio mejor artista revelación               |
| 2010 | 2nd Melon Music Awards                 | 2010 TOP 10                                   |
| 2011 | 20th High1 Seoul Music Awards          | Premio mejor artista revelación               |
| 2011 | 2010 Cyworld Digital Music Awards      | Novato del año ("I'm a Loner")                |
| 2011 | Cyworld Digital Music Awards           | Canción del mes (abril) ("Intuition")         |
| 2011 | Korean Popular Culture and Arts Awards | Premio cultural al ministro de finanzas       |
| 2011 | 3rd Melon Music Awards                 | 2011 Mejor estilo musical rock ("Intuition")  |
| 2011 | 13th Mnet Asian Music Awards           | Mejor actuación ("Intuition")                 |
| 2011 | 1st KOMCA Music Awards                 | Premio Rock ("I'm a Loner")                   |
| 2012 | 26th Golden Disk Awards                | Disco Bonsang (First Step)                    |
| 2012 | 26th Golden Disk Awards                | Digital Music Bonsang ("Intuition")           |
| 2012 | 26th Golden Disk Awards                | Premio Vivi Dream                             |
| 2012 | 26th Golden Disk Awards                | Premio mejor grupo de Asia                    |